# Segestria
Genre
Segestria est un genre d'araignées aranéomorphes de la famille des Segestriidae.

## Distribution
Les espèces de ce genre se rencontrent en Europe, en Asie, en Amérique, en Afrique du Nord, à Madagascar et en Nouvelle-Zélande.

## Description

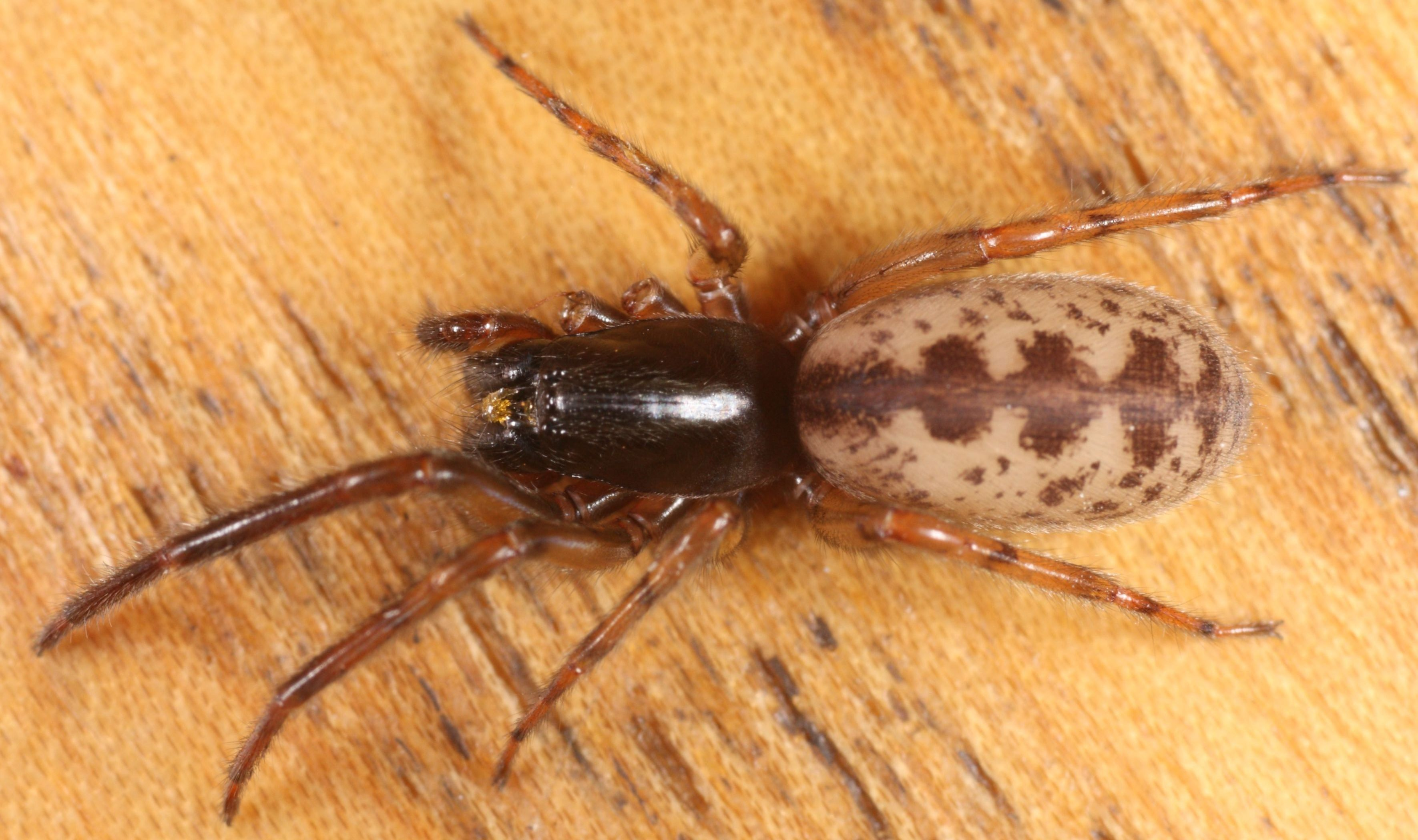
Segestria senoculata ♀

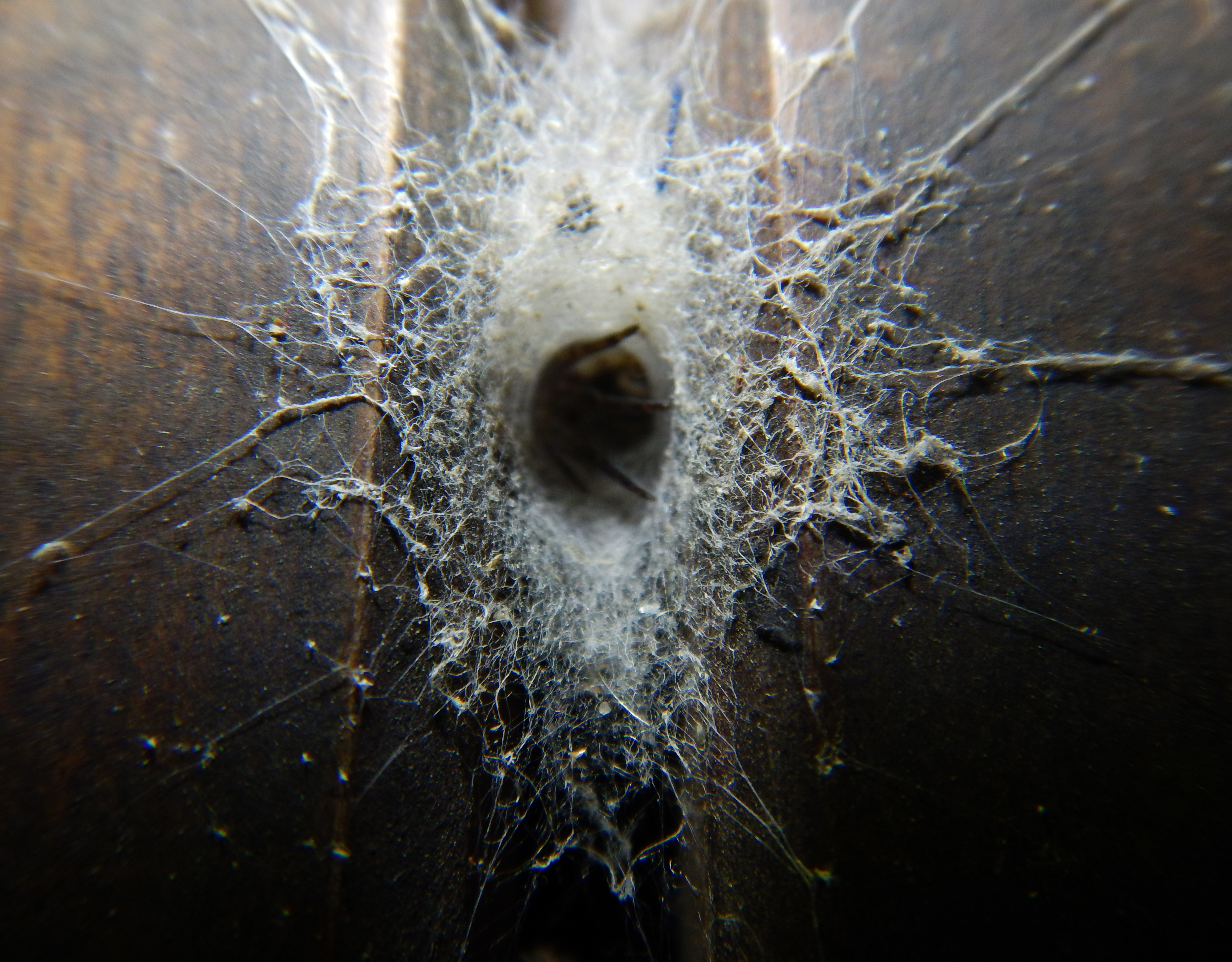
Toile d'araignée avec collerette à la sortie du tube de soie, et fils d'alarme rayonnants, forme typique des araignées du genre Segestria

Ces araignées peuvent atteindre 2 cm.
Les araignées du genre Segestria ne construisent pas de toiles mais un tunnel de soie qui se termine par une collerette d'où rayonnent quelques fils d'alarme, légèrement surélevés ou décollé du substrat sous-jacent. Quand une proie potentielle touche l'un de ces fils l'araignée peut se précipiter et l'attaquer, puis l'emporter dans son tunnel et la manger. L'attaque est très rapide (quelques dixièmes de seconde souvent).
Des composés d'intérêt toxicologiques, pharmacologiques ou agropharmaceutiques ont été découverts chez plusieurs espèces de Segestria, dont l'un breveté pour son intérêt éventuel comme pesticide insecticide.

## Reproduction
En 1875, l'arachnologiste Philipp Bertkau qui s'intéressait à la reproduction des araignées signale le regroupement des spermatozoïdes (jusqu'à une soixantaine par regroupement) sous forme de sphérules enrobées de « mucus » dans l'appareil génital des mâles du genre Segestria florentina (Dysderidae), de même que - dans la même famille - chez le mâle de Dysdera erythrina Walck. C'est peut-être la première observation pouvant laisser penser que certaines araignées se reproduisent à l'aide de sphérules de spermatozoïdes regroupés ou d'un vrai spermatophore.

## Paléontologie
Ce genre est connu depuis le Crétacé.

## Liste des espèces
Selon World Spider Catalog (version 25.5, 25/08/2024) :
- Segestria bavarica C. L. Koch, 1843
- Segestria bella Chamberlin & Ivie, 1935
- Segestria cavernicola Kulczyński, 1915
- Segestria croatica Doleschall, 1852
- Segestria danzantica Chamberlin, 1924
- Segestria davidi Simon, 1884
- Segestria fengi Fomichev & Marusik, 2020
- Segestria florentina (Rossi, 1790)
- Segestria fusca Simon, 1882
- Segestria inda Simon, 1906
- Segestria madagascarensis Keyserling, 1877
- Segestria mirshamsii Marusik & Omelko, 2014
- Segestria nekhaevae Fomichev & Marusik, 2020
- Segestria nipponica Kishida, 1913
- Segestria pacifica Banks, 1891
- Segestria pamirica Fomichev, 2024
- Segestria pusiola Simon, 1882
- Segestria saeva Walckenaer, 1837
- Segestria sbordonii Brignoli, 1984
- Segestria senoculata (Linnaeus, 1758)
- Segestria shtoppelae Fomichev & Marusik, 2020
- Segestria turkestanica Dunin, 1986

Selon World Spider Catalog (version 23.5, 2023) :
- † Segestria flexio Wunderlich, 2004
- † Segestria mortalis Wunderlich 2004
- † Segestria plicata Petrunkevitch, 1950
- † Segestria scudderi Petrunkevitch, 1922
- † Segestria secessa Scudder, 1890
- † Segestria tomentosa C. L. Koch & Berendt, 1854

## Publication originale
- Latreille, 1804 : Histoire naturelle générale et particulière des Crustacés et des Insectes. Paris, vol. 7, p. 144-305 (texte intégral).